# 未來蠻荒戰
《未來蠻荒戰》（義大利語：I nuovi barbari）是一部1983年的意大利後末日幻想動作片，由安佐·G·凱泰拉雷执导，凱泰拉雷和蒂托·卡爾皮共同编剧，主演是賈恩卡洛·普雷特和喬治·伊士曼。故事发生在2019年，一场核浩劫之后，两个独行侠在饥饿的人类残余中保护一群朝圣者，使他们免受一个致力于种族灭绝的凶残帮派的攻击。

## 剧情
在2019年，一场核战争后，人类仅剩下几个饥饿的群体。一个名为“圣殿骑士团”的无情帮派不断袭击定居者，试图灭绝所有人以净化地球。一位前圣殿骑士团成员，名为“蝎子”的男子，与他的盟友一起，阻止了一个小型宗教殖民团体被圣殿骑士团屠杀。